# Campionati europei juniores di slittino 2023
I Campionati europei juniores di slittino 2023 furono la quarantaquattresima edizione della rassegna continentale juniores dello slittino, manifestazione organizzata annualmente dalla Federazione Internazionale Slittino, e si tennero il 16 ed il 17 dicembre 2022 ad Altenberg, in Germania, sulla Eiskanal Altenberg, la stessa sulla quale si svolse anche l'edizione del 2016; furono disputate gare in cinque differenti specialità: nel singolo femminile, nel singolo maschile, nel doppio femminile, nel doppio maschile e nella prova a squadre. 
Anche questa edizione, come ormai da prassi iniziata nella rassegna di Innsbruck 2011, si svolse con la modalità della "gara nella gara" contestualmente alla quarta tappa della Coppa del Mondo di categoria 2022/23 premiando gli atleti europei meglio piazzati nelle suddette cinque gare.
Vincitrice del medagliere fu la nazionale tedesca, che conquistò due titoli dei cinque in palio e sei medaglie sulle quindici assegnate in totale: quelle d'oro furono ottenute da Antonia Pietschmann nel singolo femminile e dalla stessa Pietschmann con Marco Leger, Moritz Jäger e Valentin Steudte nella prova a squadre; nel doppio femminile trionfò la coppia austriaca formata da Lisa Zimmermann e Dorothea Schwarz, mentre il lettone Kaspars Rinks vinse nell'individuale maschile e pure nella prova biposto maschile in coppia con Vitālijs Jegorovs.
L'unico atleta che riuscì a salire per tre volte sul podio in questa rassegna europea fu il lettone Rinks, mentre due medaglie le ottennero i tedeschi Pietschmann, Jäger e Steudte, l'austriaca Schwarz e l'italiano Alex Gufler.

## Risultati

### Singolo femminile

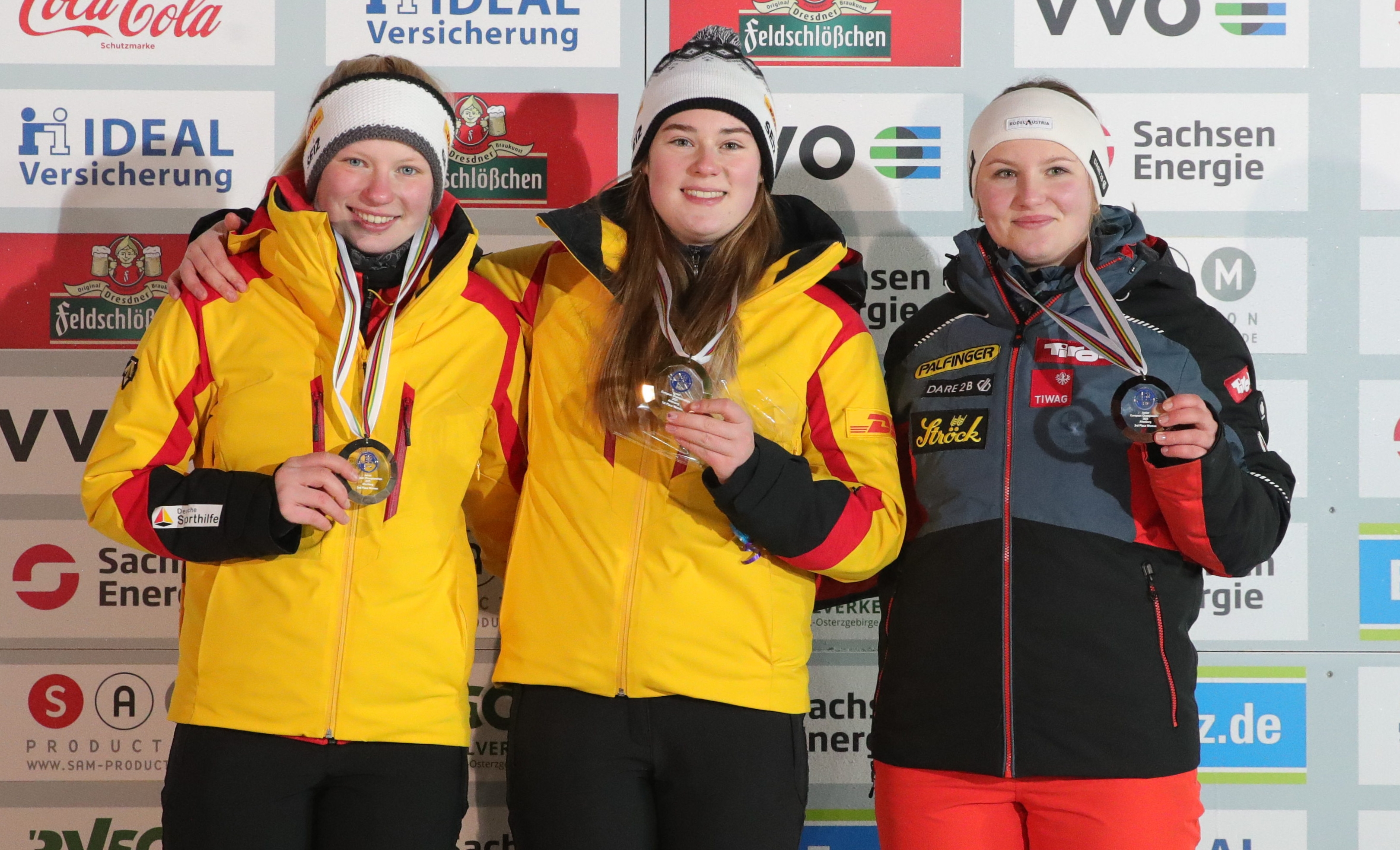
Da sinistra a destra Bräutigam, Pietschmann e Schwarz sul podio del singolo femminile

La gara fu disputata il 16 dicembre 2022 nell'arco di due manches e presero parte alla competizione 25 atlete in rappresentanza di 9 differenti nazioni; campionessa uscente era la tedesca Melina Fischer, che concluse la prova al nono posto, ed il titolo venne conquistato dalla connazionale Antonia Pietschmann davanti all'altra teutonica Alina Bräutigam ed all'austriaca Dorothea Schwarz, tutte e tre alla loro prima medaglia europea di categoria nella specialità.
| Pos. | Atlete                | Nazione  | Tempo    | Distacco |
| ---- | --------------------- | -------- | -------- | -------- |
|      | Antonia Pietschmann   | Germania | 1'25"221 |          |
|      | Alina Bräutigam       | Germania | 1'25"231 | +0"010   |
|      | Dorothea Schwarz      | Austria  | 1'25"398 | +0"177   |
| 4    | Barbara Allmaier      | Austria  | 1'25"431 | +0"210   |
| 5    | Frančeska Bona        | Lettonia | 1'25"518 | +0"297   |
| 6    | Teresa Kirchmair      | Austria  | 1'25"621 | +0"400   |
| 7    | Julianna Tunyc'ka     | Ucraina  | 1'25"661 | +0"440   |
| 8    | Ioana-Corina Buzatoiu | Romania  | 1'25"690 | +0"469   |
| 9    | Melina Fischer        | Germania | 1'25"714 | +0"493   |
| 10   | Alexandra Oberstolz   | Italia   | 1'25"912 | +0"691   |

### Singolo maschile

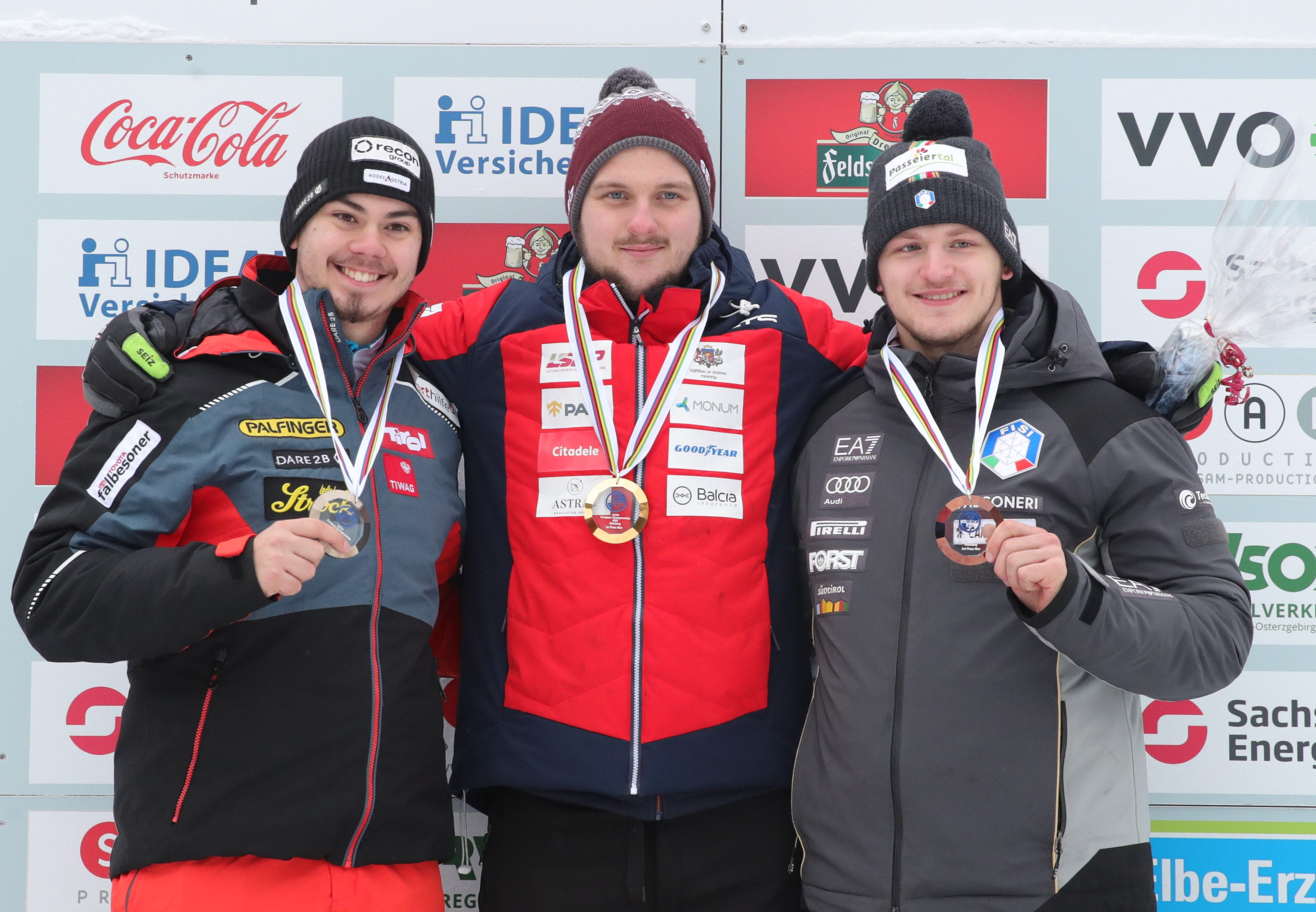
I primi tre classificati del singolo maschile: Rinks (al centro), Kallan (a sinistra) e Gufler (a destra)

La gara fu disputata il 17 dicembre 2022 nell'arco di due manches e presero parte alla competizione 24 atleti in rappresentanza di 11 differenti nazioni; campione uscente era lo slovacco Marián Skupek, non presente alla prova, ed il titolo venne conquistato dal lettone Kaspars Rinks davanti all'austriaco Noah Kallan ed all'italiano Alex Gufler, tutti e tre alla loro prima medaglia europea di categoria nella specialità.
| Pos. | Atleti           | Nazione  | Tempo    | Distacco |
| ---- | ---------------- | -------- | -------- | -------- |
|      | Kaspars Rinks    | Lettonia | 1'45"226 |          |
|      | Noah Kallan      | Austria  | 1'45"774 | +0"548   |
|      | Alex Gufler      | Italia   | 1'45"798 | +0"572   |
| 4    | Fabio Zauser     | Austria  | 1'46"054 | +0"828   |
| 5    | Marco Leger      | Germania | 1'46"165 | +0"939   |
| 6    | Lukas Peccei     | Italia   | 1'46"494 | +1"268   |
| 7    | Markus Arnold    | Germania | 1'46"699 | +1"473   |
| 8    | Leon Haselrieder | Italia   | 1'46"762 | +1"536   |
| 9    | Hans Fritzsch    | Germania | 1'46"788 | +1"562   |
| 10   | Hannes Röder     | Germania | 1'46"818 | +1"592   |

### Doppio femminile

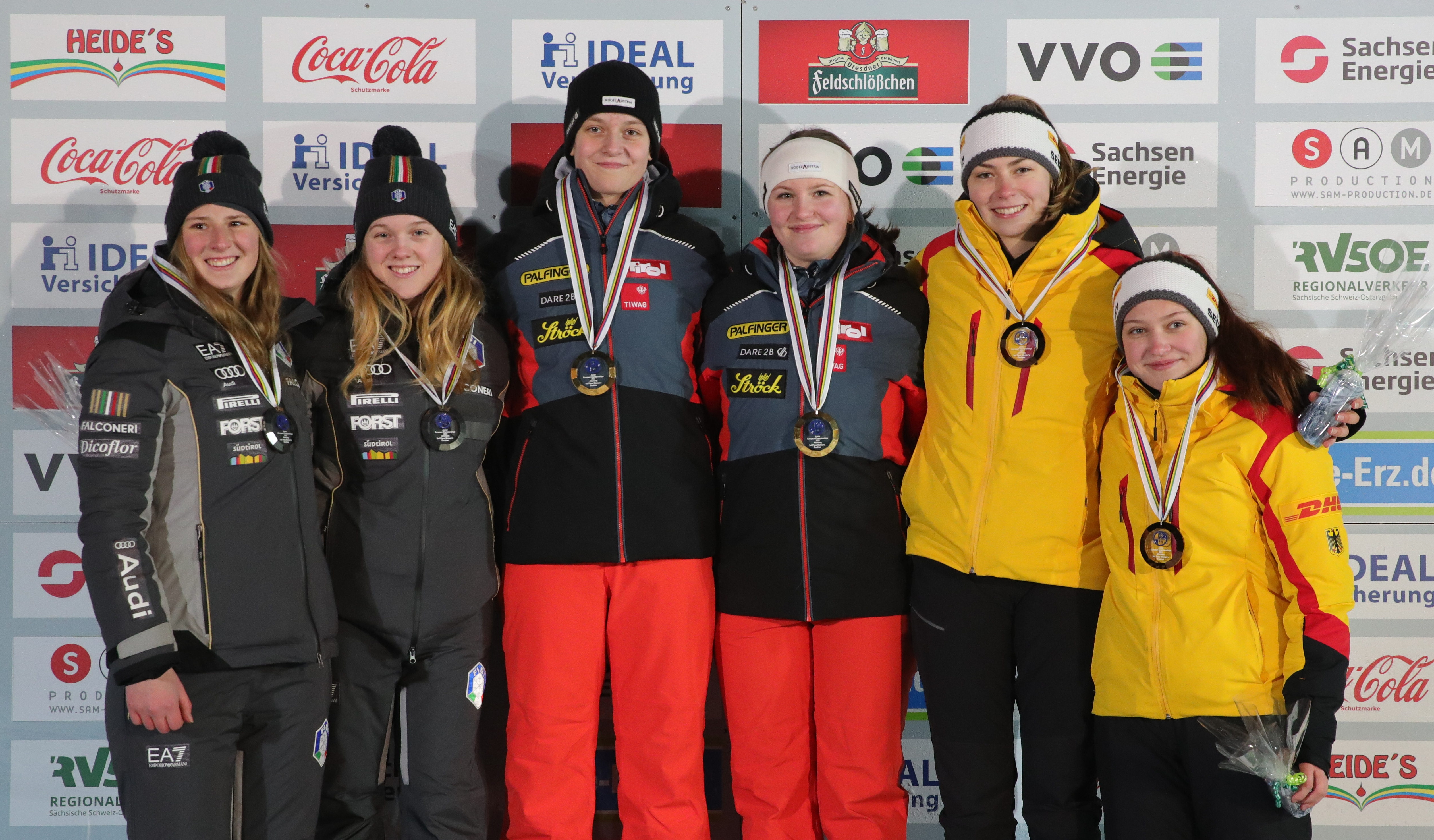
Le ragazze austriache, italiane e tedesche premiate con le medaglie nella gara del doppio femminile

La gara fu disputata il 16 dicembre 2022 nell'arco di due manches e presero parte alla competizione 20 atlete in rappresentanza di 8 differenti nazioni; campionesse uscenti erano le lettoni Viktorija Ziediņa e Selīna Zvilna, che conclusero la prova al settimo posto, ed il titolo fu conquistato dalle austriache Lisa Zimmermann e Dorothea Schwarz davanti alla coppia italiana formata da Nadia Falkensteiner e Annalena Huber ed a quella tedesca composta da Elisa-Marie Storch e Elia Reitmeier, tutte e sei alla loro prima medaglia europea di categoria nella specialità.
| Pos. | Atlete                             | Nazione   | Tempo    | Distacco |
| ---- | ---------------------------------- | --------- | -------- | -------- |
|      | Lisa Zimmermann Dorothea Schwarz   | Austria   | 1'22"666 |          |
|      | Nadia Falkensteiner Annalena Huber | Italia    | 1'22"760 | +0"094   |
|      | Elisa-Marie Storch Elia Reitmeier  | Germania  | 1'22"884 | +0"218   |
| 4    | Marta Robežniece Kitija Bogdanova  | Lettonia  | 1'22"893 | +0"227   |
| 5    | Annika Krause Magdalena Matschina  | Germania  | 1'22"990 | +0"324   |
| 6    | Anna Čežíková Lucie Jansová        | Rep. Ceca | 1'23"428 | +0"762   |
| 7    | Viktorija Ziediņa Selīna Zvilna    | Lettonia  | 1'23"460 | +0"794   |
| 8    | Nikola Domowicz Dominika Piwkowska | Polonia   | 1'23"957 | +1"291   |
| 9    | Nataša Chytrenko Viktorija Koval'  | Ucraina   | 1'24"028 | +1"362   |
| 10   | Markéta Nováková Anna Vejdělková   | Rep. Ceca | 1'24"040 | +1"374   |

### Doppio maschile

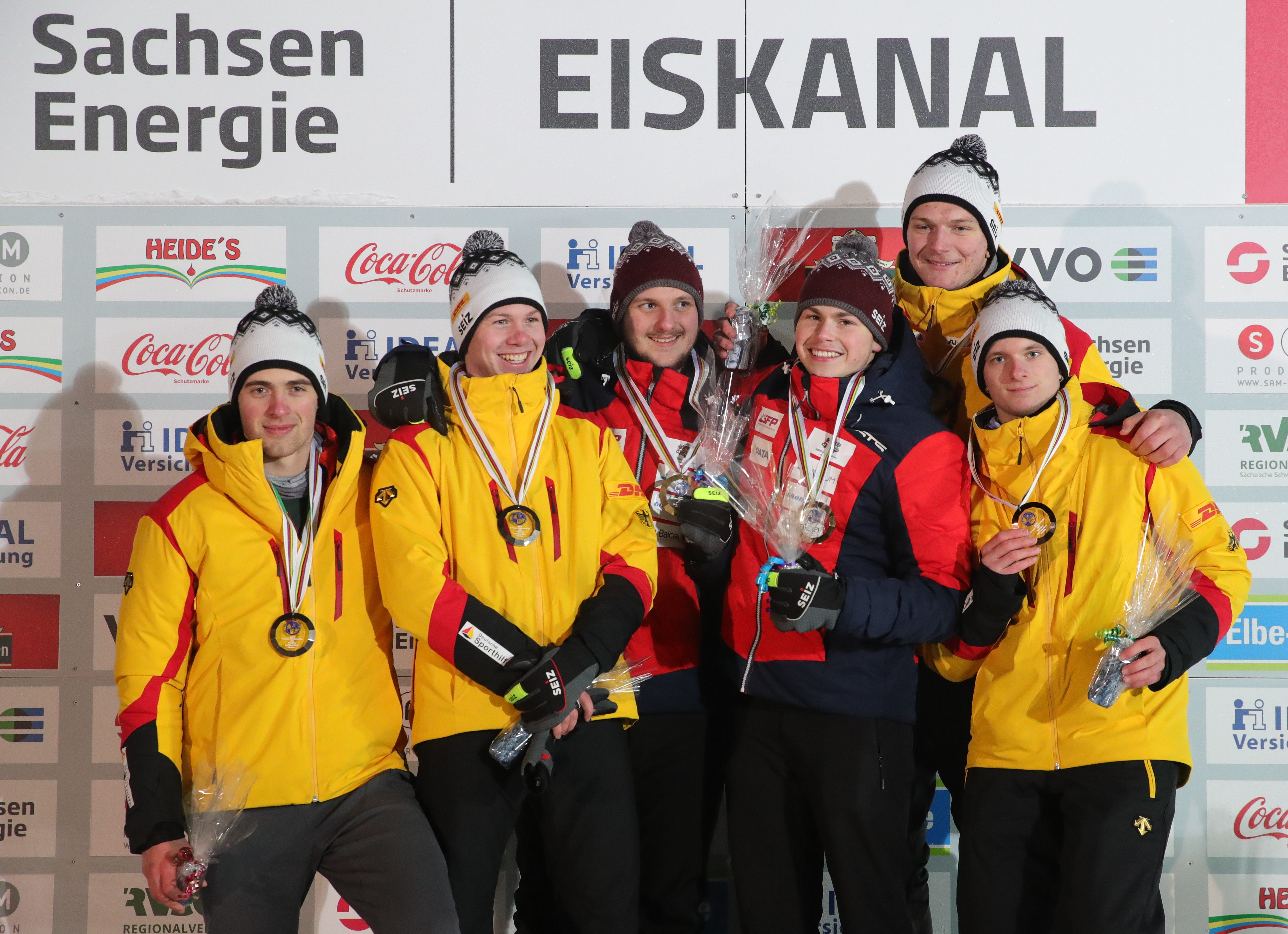
Gli atleti della Lettonia e della Germania giunti ai primi tre posti nel doppio maschile

La gara fu disputata il 16 dicembre 2022 nell'arco di due manches e presero parte alla competizione 16 atleti in rappresentanza di 5 differenti nazioni; campioni uscenti erano i tedeschi Moritz Jäger e Valentin Steudte, che conclusero la prova al secondo posto, ed il titolo fu conquistato dai lettoni Kaspars Rinks e Vitālijs Jegorovs, già medaglia di bronzo nell'edizione del 2022, mentre terza giunse l'altra coppia teutonica formata da Pascal Kunze e Maddox Götze, alla loro prima medaglia europea di categoria nella specialità.
| Pos. | Atleti                                | Nazione    | Tempo    | Distacco |
| ---- | ------------------------------------- | ---------- | -------- | -------- |
|      | Kaspars Rinks Vitālijs Jegorovs       | Lettonia   | 1'21"184 |          |
|      | Moritz Jäger Valentin Steudte         | Germania   | 1'21"279 | +0"095   |
|      | Pascal Kunze Maddox Götze             | Germania   | 1'21"751 | +0"567   |
| 4    | Philipp Brunner Manuel Weissensteiner | Italia     | 1'22"170 | +0"986   |
| 5    | Paul Kunze Max Trippner               | Germania   | 1'22"254 | +1"070   |
| 6    | Raimonds Baltgalvis Krišjānis Brūns   | Lettonia   | 1'22"759 | +1"575   |
| 7    | Vadym Mykyievyč Bohdan Babura         | Ucraina    | 1'22"801 | +1"617   |
| 8    | Vratislav Varga Metod Majerčák        | Slovacchia | 1'23"142 | +1"958   |

### Gara a squadre

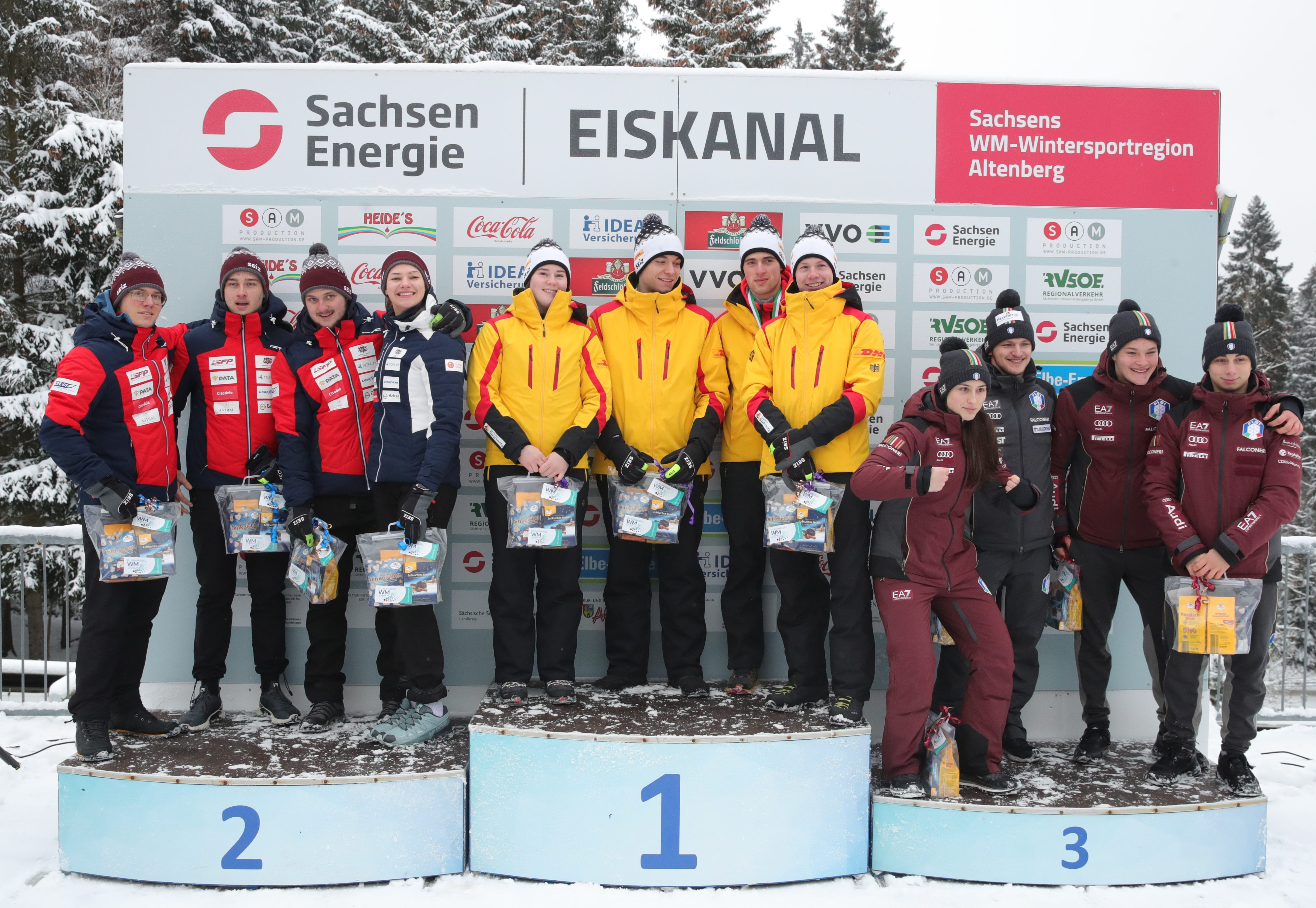
I rappresentanti delle compagini tedesca, lettone ed italiana sul podio nella gara a squadre

La gara fu disputata il 17 dicembre 2022 ed ogni squadra nazionale prese parte alla competizione con una sola formazione; nello specifico la prova vide la partenza di una "staffetta" composta da una singolarista donna e un singolarista uomo, nonché da un doppio per ognuna delle 7 formazioni in gara, che scesero lungo il tracciato consecutivamente senza interruzione dei tempi tra un atleta e l'altro; il tempo totale così ottenuto laureò campione la nazionale tedesca di Antonia Pietschmann, Marco Leger, Moritz Jäger e Valentin Steudte davanti alla squadra lettone composta da Frančeska Bona, Kaspars Rinks, Raimonds Baltgalvis e Krišjānis Brūns ed a quella italiana formata da Alexandra Oberstolz, Alex Gufler, Philipp Brunner e Manuel Weissensteiner.
| Pos. | Nazione    | Atlete/i                                                                | Tempo    | Distacco |
| ---- | ---------- | ----------------------------------------------------------------------- | -------- | -------- |
|      | Germania   | Antonia Pietschmann Marco Leger Moritz Jäger / Valentin Steudte         | 2'02"372 |          |
|      | Lettonia   | Frančeska Bona Kaspars Rinks Raimonds Baltgalvis / Krišjānis Brūns      | 2'02"933 | +0"561   |
|      | Italia     | Alexandra Oberstolz Alex Gufler Philipp Brunner / Manuel Weissensteiner | 2'03"230 | +0"858   |
| 4    | Austria    | Barbara Allmaier Noah Kallan Lisa Zimmermann / Dorothea Schwarz         | 2'03"483 | +1"111   |
| 5    | Ucraina    | Julianna Tunyc'ka Danylo Marcynovs'kyj Vadym Mykyievyč / Bohdan Babura  | 2'03"973 | +1"601   |
| 6    | Slovacchia | Viktoria Praxová Christián Bosman Vratislav Varga / Metod Majerčák      | 2'05"956 | +3"584   |
| 7    | Rep. Ceca  | Anna Vejdělková Jakub Vepřovský Anna Čežíková / Lucie Jansová           | 2'06"147 | +3"775   |

## Medagliere
| Pos.   | Nazione  | Oro | Argento | Bronzo | Totale |
| ------ | -------- | --- | ------- | ------ | ------ |
| 1      | Germania | 2   | 2       | 2      | 6      |
| 2      | Lettonia | 2   | 1       | 0      | 3      |
| 3      | Austria  | 1   | 1       | 1      | 3      |
| 4      | Italia   | 0   | 1       | 2      | 3      |
| Totale | Totale   | 5   | 5       | 5      | 15     |